# José Acciari
José Luis Acciari (San Miguel, 29 novembre 1978) è un allenatore di calcio ed ex calciatore argentino, di ruolo centrocampista, tecnico dell'Unionistas.

## Palmarès

### Giocatore

#### Competizioni nazionali
- Segunda División: 1

Real Murcia: 2002-2003